# Torre Garrell
Torre Garrell és una casa de Lleida inclosa a l'Inventari del Patrimoni Arquitectònic de Catalunya.

## Descripció
Habitatge unifamiliar aïllat, de planta rectangular amb planta baixa i planta principal, amb edificacions de servei adossades. Façana composta de tres cossos, la planta baixa amb porxo de tres arcades, la planta principal i la galeria que emfatitza el cos central amb una curiosa formalització. Murs de càrrega, fàbrica de maó, arrebossats i coberta de dos vessants.
Tot i que l'edifici encara existeix ha estat molt transformat i l'element més característic, la galeria de la façana principal, ha estat substituït per una galeria de maó.

## Història
Tant la galeria com el porxo estan afegits a l'edifici inicial.